# Nyctophilus heran
Nyctophilus heran је врста слепог миша из породице вечерњака (лат. Vespertilionidae).

## Распрострањење
Индонезија је једино познато природно станиште врсте.

## Станиште
Врста Nyctophilus heran има станиште на копну.

## Угроженост
Подаци о распрострањености ове врсте су недовољни.

### Популациони тренд
Популација ове врсте се смањује, судећи по расположивим подацима.